# Clelia clelia
Il mussurana (Clelia clelia (Daudin, 1803)) è un grande serpente velenoso della famiglia Dipsadidae, diffuso dal Messico al Sud America. Non è pericoloso per l'uomo.

## Descrizione
Questo serpente opistoglifo vive nelle zone ricche di vegetazione, ed è lungo anche due metri e mezzo, anche se di solito gli esemplari adulti non superano il metro e sessanta. Da giovani, i mussurana hanno un colore leggermente rosato sul dorso, mentre da adulti questa colorazione diviene blu intenso. Il colore del ventre, invece, è generalmente bianco - giallastra. Il mussurana ha 10-15 forti denti nella parte posteriore delle sue fauci (è quindi un serpente opistoglifo), che usa per afferrare la testa delle sue prede e spingerla all'interno della sua gola.

## Comportamento

### Il terrore dei crotali
Il mussurana è ben conosciuto per la sua preferenza alimentare a base di serpenti velenosi, in particolare quelli del genere Bothrops. Nonostante ciò, il mussurana non disdegna la caccia a piccoli mammiferi, che uccide tra le spire e avvelena mordendoli con le grandi zanne. In ogni caso, le vittime più frequenti di questo animale sono i serpenti crotalini (Crotalinae); quando ne vede uno, il mussurana si avvicina velocemente tenendo la testa ritta verso l'alto, sollevata dal suolo. Arrivato a poca distanza dalla vittima, il mussurana colpisce scattando in avanti, attorcigliandosi poi intorno al serpente e formando quattro o cinque spire.

### Spire mortali
I crotali, in qualche modo, cercano di difendersi mordendo il mussurana; questo serpente, però, è assolutamente immune al veleno dei crotali, altrimenti mortale. Anche il mussurana, di solito, cerca di mordere il crotalo, ma anche il suo veleno è assolutamente innocuo. In ogni caso, è sempre il mussurana ad avere la meglio: dopo qualche decina di minuti di tentativi, il colubride riesce a uccidere il crotalo per soffocamento tra le spire e inizia a ingoiarlo. A volte le prede del mussurana sono più grandi dello stesso, ma sembra che questo serpente possa ingoiarle senza alcuno sforzo. Il lungo corpo del serpente ingerito viene compresso in un modo che possa entrare comodamente nel sistema gastrointestinale del mussurana.

## Il mussurana e l'uomo
Nonostante le zanne del mussurana contengano del veleno, questi serpenti non sono pericolosi per l'uomo. Anche se maneggiati, di solito non mordono, e sono davvero pochi i casi di avvelenamento, comunque non fatali. Per la sua particolare dieta, il mussurana viene spesso lasciato tranquillo nelle fattorie, dato che serve da guardia contro i ben più pericolosi crotali, e addirittura viene trattato come animale domestico.
Negli anni '30 vi fu un piano attuato in Brasile per rilasciare in libertà un ingente numero di mussurana, così da tenere sotto controllo i crotali, ma non funzionò. L'Instituto Butantan di San Paolo, specializzato nella produzione di antiveleno, ha eretto una statua al mussurana come simbolo e tributo alla sua utilità nel combattere i serpenti velenosi. L'immunità al veleno dei crotali di questo serpente è stata studiata dallo scienziato brasiliano Vital Brazil negli anni '20. Attualmente i mussurana si stanno riducendo di numero a causa della scomparsa delle loro prede e sono scomparsi da molti habitat.